# BeIN Channels Network
beIN Channels Network ( /ˈbiːɪn/; estilizado como beIN) es un proveedor y emisora panárabe de servicios de transmisión directa por satélite propiedad de beIN Media Group, que tiene su sede en Doha, Catar.

## Tecnología
beIN ha lanzado 6 decodificadores interactivos multifunción:
- Sagemom 4K
- beIN 1000s
- Humax HD Mini
- Humax C1
- Humax 3030
- Humax 4030

## Canales

### Deportes
- beIN Sports HD (canal gratis)
- beIN Sports News HD
- beIN Sports 1 HD
- beIN Sports 2 HD
- beIN Sports 3 HD
- beIN Sports 4 HD
- beIN Sports 5 HD
- beIN Sports 6 HD
- beIN Sports 7 HD
- beIN Sports 1 HD (en inglés)
- beIN Sports 2 HD (en inglés)
- beIN Sports 3 HD (en inglés)
- beIN Sports 1 HD (en francés)
- beIN Sports 2 HD (en francés)
- beIN Sports 3 HD (en francés)
- beIN Sports NBA HD
- beIN Sports 1 Premium HD
- beIN Sports 2 Premium HD
- beIN Sports 3 Premium HD
- beIN Sports XTRA 1 HD
- beIN Sports XTRA 2 HD
- beIN Sports Max 1 HD
- beIN Sports Max 2 HD
- beIN Sports Max 3 HD
- beIN Sports Max 4 HD
- beIN Sports Max 5 HD
- beIN Sports Max 6 HD
- beIN Sports AFC HD
- beIN Sports AFC 1 HD
- beIN Sports AFC 2 HD
- beIN Sports AFC 3 HD
- Alkass 1 HD
- Alkass 2 HD
- Alkass 3 HD
- Alkass 4 HD
- Alkass 5 HD
- Alkass 6 HD
- Alkass 7 HD
- Alkass 8 HD
- Alkass 9 HD
- Alkass 10 HD

### Películas
- beIN Movies Premium HD
- beIN Movies Action HD
- beIN Movies Drama HD
- beIN Movies Family HD
- beIN Box Office 1 HD
- beIN Box Office 2 HD
- Star Movies HD

### Entretenimiento
- beIN Series 1 HD
- beIN Series 2 HD
- beIN Drama 1 HD
- beIN Gourmet HD
- Star World HD
- Fatafeat HD[2]
- Food Network HD
- HGTV

### Noticias
- CNN International HD
- Al Jazeera Mubasher
- Al Jazeera English HD
- Al Jazeera HD
- Bloomberg
- Al Araby
- France 24 Arabic
- France 24 English
- France 24 French
- CNBC

### Infantil
- Cartoon Network HD
- Cartoon Network Hindi HD[2]
- Cartoon Network Arabic
- Boomerang HD
- BabyTV HD
- Baraem HD[2]
- Jeem HD[2]
- beJunior HD[2]
- CBeebies Middle East HD[2]
- DreamWorks Channel

### Documental
- National Geographic HD
- Nat Geo Wild HD
- Al Jazeera Documentary HD
- BBC Earth HD
- Discovery Channel HD

### Música
- Club MTV
- MTV 80s
- MTV 90s

### UHD
- beIN 4K